# Carom3D
Carom3D je 3D freewarová počítačová hra pro simulaci kulečníku, určená hlavně pro online hraní, s méně využívanou možností hry po síti LAN. V omezené míře pak lze hru hrát i offline. Hru vydalo studio Neoact v roce 1999.

## Hratelnost
Hra nabízí širokou škálu her, např. klasická osmička, devítka, snooker, karambol a mnohé další. Hrát je možno ve dvou, ve čtyřech (týmy po dvou hráčích) nebo v šesti (týmy po třech hráčích). V průběhu online hraní se hráči sčítají body, pokud dosáhne určitého počtu bodů, dosáhne vyššího levelu a dostane lepší tágo, které umožní neustále zlepšovat jeho schopnosti.